# Arremon atricapillus
Arremon atricapillus é uma espécie de ave da família Passerellidae.
Pode ser encontrada nos seguintes países: Argentina, Bolívia, Colômbia, Costa Rica, Equador, Panamá, Peru e Venezuela.
Os seus habitats naturais são: florestas subtropicais ou tropicais húmidas de baixa altitude, regiões subtropicais ou tropicais húmidas de alta altitude e florestas secundárias altamente degradadas.